# La Parure (film, 1921)
Pour les articles homonymes, voir La Parure.

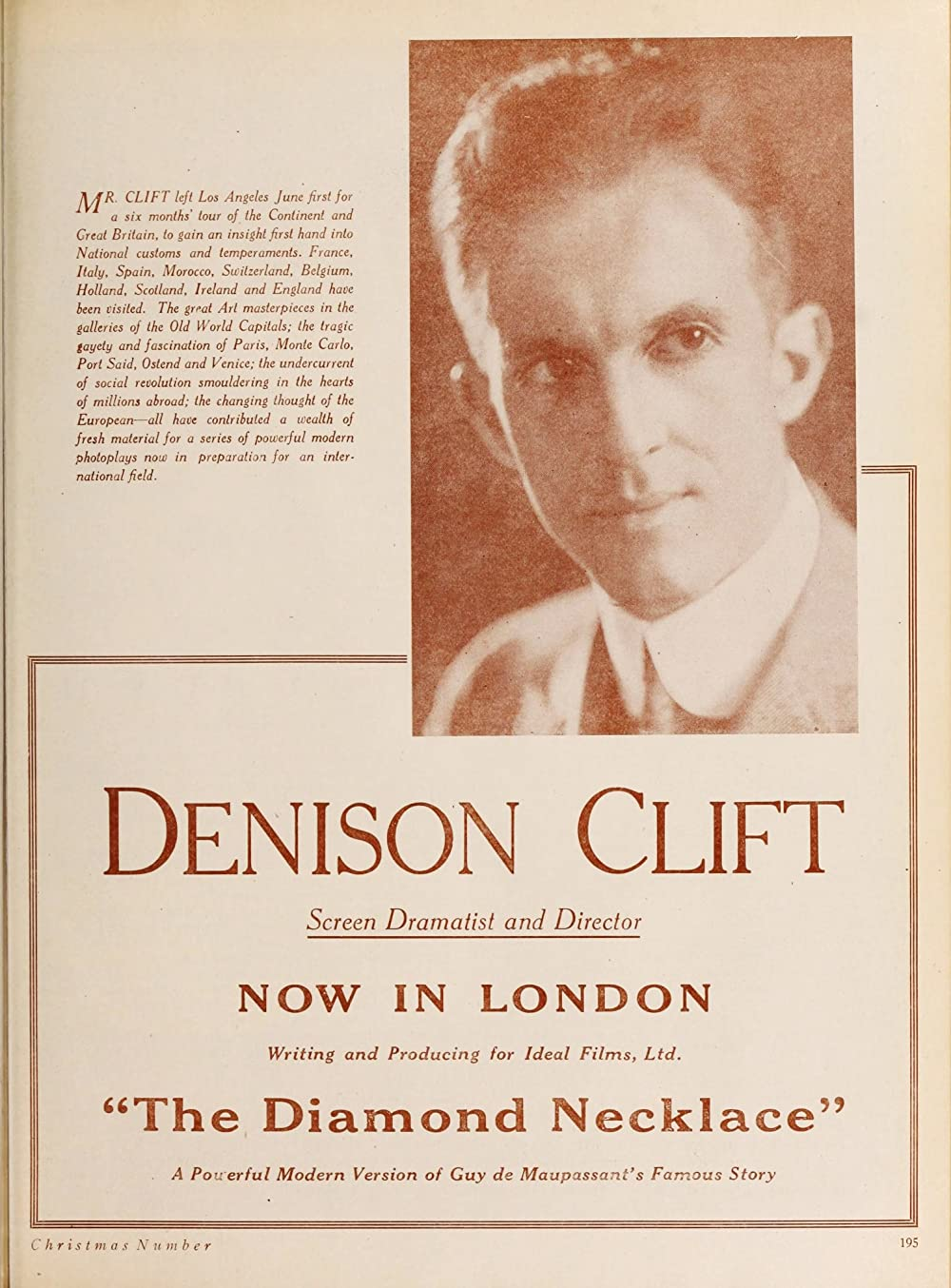
Annonce pour le film.

La Parure (The Diamond Necklace) est un film britannique réalisé par Denison Clift, sorti en 1921.
Il s'agit d'une adaptation d'une nouvelle de Guy de Maupassant.

## Synopsis
Un couple doit endurer dix années de pauvreté pour rembourser un collier perdu, avant d'apprendre qu'il s'agissait d'un faux.

## Fiche technique
- Titre original : The Diamond Necklace
- Réalisation : Denison Clift
- Scénario : d'après la nouvelle La Parure de Guy de Maupassant
- Société de production : Ideal Film Company
- Durée :
- Date de sortie : 1921

## Distribution
- Milton Rosmer : Charles Furness
- Jessie Winter : Lily Faraday
- Sara Sample : Margaret Bayliss
- Warwick Ward : Ford
- Mary Brough : Mrs. Tudsberry
- Johnny Butt : Maurice Pollard
- F.E. Montague-Thacker : Basil Mortimer
- John Peachey : Mr. Bainbridge
- Madeline Fordyce : Mrs. Faraday